# Cultura Kitayama
Kitayama Bunka  (北山文化 , Cultura Kitayama?) es un estilo cultural tradicional japonés de la época del Shogun Ashikaga Yoshimitsu (1358-1408). El nombre, "Colinas del Norte", procede de su hacienda de recreo construida a las afuera de Kioto y donde se encuentra el Kinkaku-ji o Pabellón de Oro.
Este periodo se caracteriza por la reunificación de las Cortes del Norte y del Sur y por la reanudación de las relaciones con la China de los Ming provocando un aflujo de tecnologías, culturas y filosofías chinas que contribuyeron a la elaboración de la nueva cultura en el Período Muromachi desencadenando intensamente las actividades culturales: literatura de gozans, pintura a tinta (Sumi-ê e suiboku), teatro (Teatro Nō),  Ceremonia del te (chanoyu), y la  elaboración de cerámicas japonesas.
Kitayama Bunka es frecuentemente comparada con Higashiyama Bunka (cultura Higashiyama) del inicio del periodo. En este sentido, la arquitectura de pabellones Kinkaku-ji, representativa de la cultura Kitayama, es comparada con Ginkaku-ji, representante de la cultura Higashiyama.